# Culto à carga

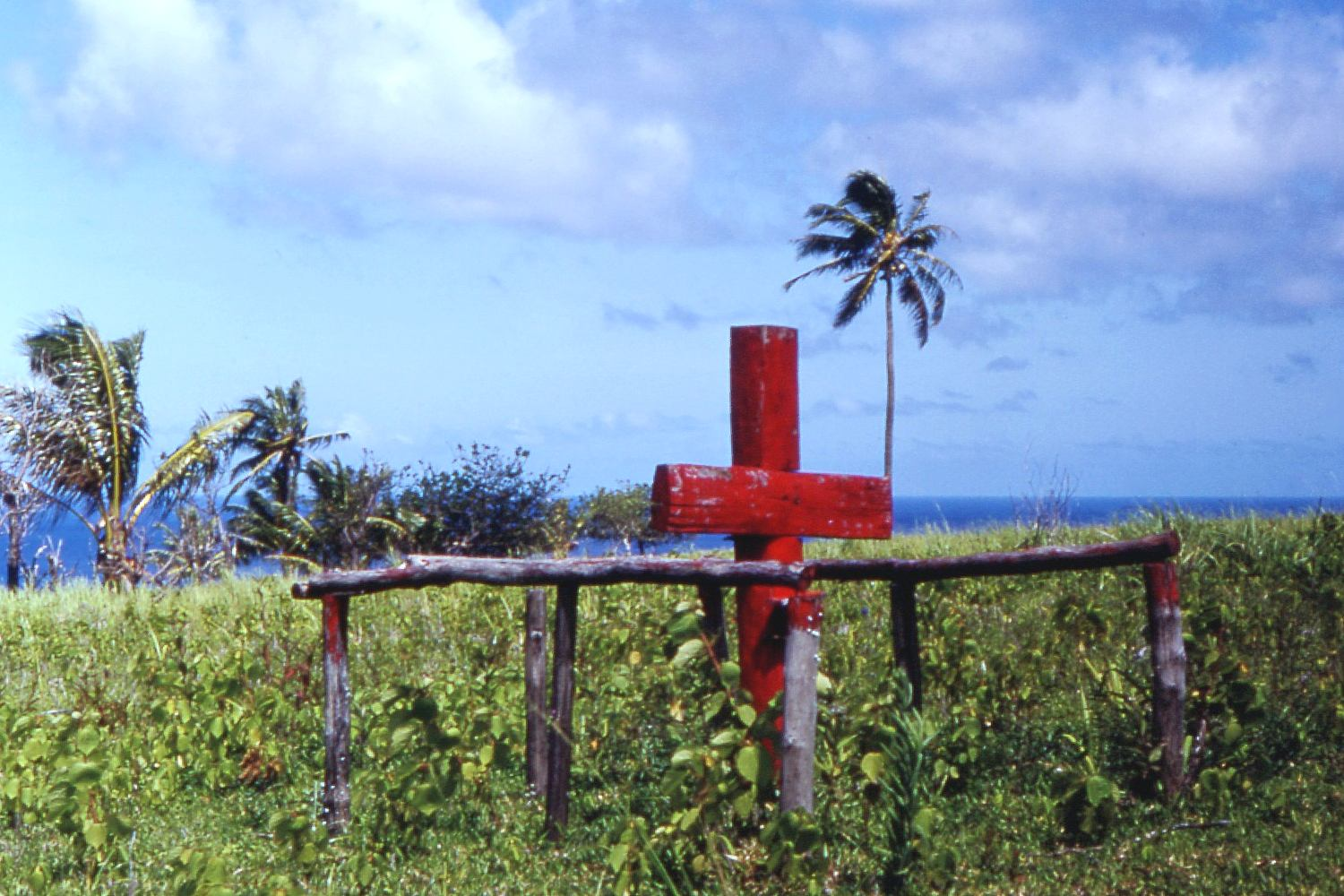
Cruz cerimonial do culto a John Frum em Vanuatu

Culto à carga ou culto de carga  é um conjunto de  ritos descrito pela primeira vez na Melanésia e que engloba uma série de práticas que ocorrem após o contato de sociedades simples com civilizações tecnologicamente mais avançadas. 
O nome deriva da crença surgida, entre os melanésios, a partir do final do século XIX até a primeira metade do século XX, segundo a qual certos atos ritualísticos, tais como a construção de uma pistas de pouso, resultariam no aparecimento de riqueza material, particularmente nas tão desejadas mercadorias ocidentais - ou seja, a "carga", que era trazida por navios ou lançada de aviões, por meio de paraquedas.
Os cultos à carga costumam se desenvolver durante uma combinação de crises. Sob condições de stresse social, tal movimento pode se formar sob a liderança de uma figura carismática. Esse líder pode ter uma "visão" (ou "mito-sonho") do futuro, muitas vezes ligada a uma eficácia ancestral ("mana") de um retorno à moralidade tradicional. Esse líder pode caracterizar o estado atual como um desmantelamento da antiga ordem social, o que significa que a hierarquia social e os limites do ego foram quebrados.
O contato com grupos colonizadores trouxe uma considerável transformação na forma como os povos nativos da Melanésia veem outras sociedades. As primeiras teorias dos cultos à carga começaram a surgir a partir da suposição de que os praticantes simplesmente não conseguiam entender a tecnologia, a colonização ou o capitalismo; neste modelo, os cultos à carga são um mal-entendido dos sistemas de distribuição de recursos e uma tentativa de adquirir tais bens na esteira deste comércio interrompido. No entanto, muitos desses praticantes realmente se concentram na importância de sustentar e criar novas relações sociais, sendo as relações materiais secundárias.
Desde o final do século XX, surgiram teorias alternativas. Por exemplo, alguns estudiosos, como Kaplan e Lindstrom, enfocam a caracterização europeia desses movimentos como um fascínio aos bens manufaturados e o que tal enfoque diz sobre o fetichismo da mercadoria no Ocidente. Outros apontam para a necessidade de ver cada movimento como reflexo de um contexto histórico particular.

## História
Esse fenômeno já foi observado diversas vezes em casos completamente isolados. O primeiro caso que se tem registro foi o movimento "Tuka" nas ilhas Fiji em 1885, mas outros casos ocorreram periodicamente nas ilhas da Oceania.
Tem-se notícia de um evento semelhante no contato de indígenas norte-americanos e a população americana de origem européia. Um profeta paiute chamado Wovoka pregava que com certos rituais os ancestrais voltariam como ferrovias e uma nova terra cobriria os homens brancos. Indígenas amazonenses esculpiram fitas cassetes em madeira, com as quais fariam contato com espíritos.[carece de fontes?]
Durante a Segunda Guerra Mundial vários casos ocorreram quando nativos tiveram contato com os exércitos dos dois lados, especialmente quando equipamentos eram jogados de para-quedas para equipes no solo. O Culto a John Frum ainda existe até hoje na ilha Tanna, Vanuatu.